# Grand Prix moto d'Espagne 2002
Le  Grand Prix moto d'Espagne 2002 est la troisième manche du championnat du monde de vitesse moto 2002. La compétition s'est déroulée entre le 3 au 5 mai 2002 sur le circuit permanent de Jerez.
C'est la 48e édition du Grand Prix moto d'Espagne.

## Classement final MotoGP
| Pos  | Pilote              | Constructeur | Tours | Temps/Écart     | Grille | Points |
| ---- | ------------------- | ------------ | ----- | --------------- | ------ | ------ |
| 1    | Valentino Rossi     | Honda        | 27    | 46 min 51 s 843 | 1      | 25     |
| 2    | Daijiro Kato        | Honda        | 27    | +1 s 190        | 4      | 20     |
| 3    | Tohru Ukawa         | Honda        | 27    | +2 s 445        | 6      | 16     |
| 4    | Loris Capirossi     | Honda        | 27    | +2 s 830        | 3      | 13     |
| 5    | Alex Barros         | Honda        | 27    | +4 s 117        | 2      | 11     |
| 6    | Norifumi Abe        | Yamaha       | 27    | +18 s 517       | 10     | 10     |
| 7    | Nobuatsu Aoki       | Proton       | 27    | +31 s 785       | 15     | 9      |
| 8    | Kenny Roberts Jr    | Suzuki       | 27    | +33 s 876       | 9      | 8      |
| 9    | Sete Gibernau       | Suzuki       | 27    | +38 s 762       | 13     | 7      |
| 10   | Tetsuya Harada      | Honda        | 27    | +39 s 975       | 11     | 6      |
| 11   | Olivier Jacque      | Yamaha       | 27    | +47 s 496       | 8      | 5      |
| 12   | Jurgen vd Goorbergh | Honda        | 27    | +47 s 930       | 17     | 4      |
| 13   | John Hopkins        | Yamaha       | 27    | +50 s 249       | 16     | 3      |
| 14   | Régis Laconi        | Aprilia      | 27    | +50 s 729       | 19     | 2      |
| 15   | Garry McCoy         | Yamaha       | 27    | +53 s 293       | 18     | 1      |
| 16   | Jeremy McWilliams   | Proton       | 27    | +54 s 171       | 12     |        |
| 17   | Shinya Nakano       | Yamaha       | 27    | +1 min 24 s 014 | 14     |        |
| Abd. | Carlos Checa        | Yamaha       |       | Abandon         | 5      |        |
| Abd. | Pere Riba           | Yamaha       |       | Abandon         | 20     |        |
| Dsq. | Max Biaggi          | Yamaha       |       | Disqualifié     | 7      |        |

## Classement final 250 cm3
| Pos  | Pilote            | Constructeur | Tours | Temps/Écart     | Grille | Points |
| ---- | ----------------- | ------------ | ----- | --------------- | ------ | ------ |
| 1    | Fonsi Nieto       | Aprilia      | 26    | 46 min 03 s 241 | 2      | 25     |
| 2    | Roberto Rolfo     | Honda        | 26    | +1 s 987        | 5      | 20     |
| 3    | Emilio Alzamora   | Honda        | 26    | +5 s 355        | 9      | 16     |
| 4    | Franco Battaini   | Aprilia      | 26    | +11 s 484       | 1      | 13     |
| 5    | Roberto Locatelli | Aprilia      | 26    | +11 s 982       | 12     | 11     |
| 6    | Casey Stoner      | Aprilia      | 26    | +16 s 476       | 7      | 10     |
| 7    | Sebastian Porto   | Yamaha       | 26    | +23 s 987       | 4      | 9      |
| 8    | Alex Debón        | Aprilia      | 26    | +33 s 173       | 8      | 8      |
| 9    | Naoki Matsudo     | Yamaha       | 26    | +33 s 473       | 11     | 7      |
| 10   | Toni Elías        | Aprilia      | 26    | +44 s 011       | 10     | 6      |
| 11   | Héctor Faubel     | Aprilia      | 26    | +47 s 047       | 17     | 5      |
| 12   | Haruchika Aoki    | Honda        | 26    | +48 s 583       | 15     | 4      |
| 13   | Shahrol Yuzy      | Yamaha       | 26    | +1 min 01 s 097 | 18     | 3      |
| 14   | Éric Bataille     | Honda        | 26    | +1 min 01 s 120 | 21     | 2      |
| 15   | Taro Sekiguchi    | Yamaha       | 26    | +1 min 01 s 429 | 16     | 1      |
| 16   | Raul Jara         | Aprilia      | 26    | +1 min 01 s 659 | 13     |        |
| 17   | Jay Vincent       | Honda        | 26    | +1 min 06 s 893 | 19     |        |
| 18   | Vincent Philippe  | Aprilia      | 26    | +1 min 09 s 713 | 23     |        |
| 19   | Leon Haslam       | Honda        | 26    | +1 min 15 s 733 | 24     |        |
| 20   | Jarno Janssen     | Honda        | 26    | +1 min 46 s 456 | 20     |        |
| Abd. | Marco Melandri    | Aprilia      |       | Abandon         | 3      |        |
| Abd. | Randy de Puniet   | Aprilia      |       | Abandon         | 6      |        |
| Abd. | David Checa       | Aprilia      |       | Abandon         | 14     |        |
| Abd. | Hugo Marchand     | Aprilia      |       | Abandon         | 22     |        |
| Abd. | Dirk Heidolf      | Aprilia      |       | Abandon         | 25     |        |

## Classement final 125 cm3
| Pos  | Pilote            | Constructeur | Tours | Temps/Écart     | Grille | Points |
| ---- | ----------------- | ------------ | ----- | --------------- | ------ | ------ |
| 1    | Lucio Cecchinello | Aprilia      | 23    | 42 min 08 s 107 | 6      | 25     |
| 2    | Arnaud Vincent    | Aprilia      | 23    | +2 s 274        | 2      | 20     |
| 3    | Steve Jenkner     | Aprilia      | 23    | +2 s 773        | 5      | 16     |
| 4    | Dani Pedrosa      | Honda        | 23    | +8 s 618        | 13     | 13     |
| 5    | Mika Kallio       | Honda        | 23    | +13 s 089       | 17     | 11     |
| 6    | Youichi Ui        | Derbi        | 23    | +13 s 624       | 10     | 10     |
| 7    | Simone Sanna      | Aprilia      | 23    | +15 s 181       | 8      | 9      |
| 8    | Masao Azuma       | Honda        | 23    | +19 s 116       | 19     | 8      |
| 9    | Joan Olivé        | Honda        | 23    | +19 s 185       | 11     | 7      |
| 10   | Gino Borsoi       | Aprilia      | 23    | +24 s 193       | 7      | 6      |
| 11   | Max Sabbatani     | Aprilia      | 23    | +34 s 510       | 22     | 5      |
| 12   | Héctor Barberá    | Aprilia      | 23    | +34 s 563       | 16     | 4      |
| 13   | Jakub Smrž        | Honda        | 23    | +37 s 315       | 20     | 3      |
| 14   | Mirko Giansanti   | Honda        | 23    | +37 s 950       | 15     | 2      |
| 15   | Andrea Ballerini  | Honda        | 23    | +39 s 897       | 29     | 1      |
| 16   | Stefano Perugini  | Italjet      | 23    | +57 s 693       | 12     |        |
| 17   | Noboru Ueda       | Honda        | 23    | +1 min 03 s 935 | 23     |        |
| 18   | Michel Fabrizio   | Gilera       | 23    | +1 min 03 s 959 | 31     |        |
| 19   | Stefano Bianco    | Aprilia      | 23    | +1 min 03 s 971 | 18     |        |
| 20   | Gábor Talmácsi    | Italjet      | 23    | +1 min 05 s 248 | 21     |        |
| 21   | Alex Baldolini    | Aprilia      | 23    | +1 min 05 s 515 | 30     |        |
| 22   | Jorge Lorenzo     | Derbi        | 23    | +1 min 11 s 361 | 32     |        |
| 23   | Mattia Angeloni   | Gilera       | 23    | +1 min 13 s 117 | 34     |        |
| 24   | Chaz Davies       | Aprilia      | 23    | +1 min 17 s 907 | 27     |        |
| 25   | Alvaro Bautista   | Aprilia      | 23    | +1 min 20 s 614 | 26     |        |
| 26   | Jarno Muller      | Honda        | 23    | +1 min 23 s 174 | 24     |        |
| 27   | Imre Tóth         | Honda        | 23    | +1 min 50 s 192 | 35     |        |
| Abd. | Ruben Catalan     | Aprilia      |       | Abandon         | 36     |        |
| Abd. | Klaus Nohles      | Honda        |       | Abandon         | 33     |        |
| Abd. | Andrea Dovizioso  | Honda        |       | Abandon         | 9      |        |
| Abd. | Alex De Angelis   | Aprilia      |       | Abandon         | 4      |        |
| Abd. | Julian Simon      | Honda        |       | Abandon         | 28     |        |
| Abd. | Pablo Nieto       | Aprilia      |       | Abandon         | 1      |        |
| Abd. | Jaroslav Huleš    | Aprilia      |       | Abandon         | 25     |        |
| Abd. | Ángel Rodríguez   | Aprilia      |       | Abandon         | 14     |        |
| Dsq. | Manuel Poggiali   | Gilera       |       | Disqualifié     | 3      |        |